# Francesco Di Fulvio
Francesco Di Fulvio (Pescara, Italia, 15 de agosto de 1993) es un jugador italiano de waterpolo. Actualmente juega para el Pro Recco.
Es internacional absoluto con la selección italiana desde 2010, con la que ganó el Campeonato Mundial de 2019, siendo elegido el mejor jugador del torneo.

## Títulos

### Clubes
- Ligas italianas: 5

Pro Recco: 2014-15, 2015-16, 2016-17, 2017-18, 2018-19
- Copa de Italia: 4

Pro Recco: 2014-15, 2015-16, 2016-17, 2018-19
- Supercopa LEN: 1

Pro Recco: 2015

### Selección
- Juegos Olímpicos

Río de Janeiro 2016: 
- Campeonato Mundial

Gwangju 2019: 
- Liga Mundial

Ruza 2017: 
- Campeonato Europeo

Budapest 2014: 
- Campeonato del mundo junior

Szombathely 2013: 
- Campeonato Europeo junior

Stuttgart 2010: 
Canet 2012: 